# Orcières
Orcières – miejscowość i gmina we Francji, w regionie Prowansja-Alpy-Lazurowe Wybrzeże, w departamencie Alpy Wysokie.

## Demografia
Według danych na rok 1990 gminę zamieszkiwało 841 osób, a gęstość zaludnienia wynosiła 8,6 osób/km². W styczniu 2015 r. Orcières zamieszkiwało 746 osób, przy gęstości zaludnienia wynoszącej 7,6 osób/km².